# Yamato Ui
Yamato Ui (jap. 宇井大和 Ui Yamato; ur. 23 października 1997) – japoński zapaśnik walczący w stylu klasycznym. Brązowy medalista halowych igrzysk azjatyckich w 2017 roku.